# Équipe de Russie de football au Championnat d'Europe 2012
Cet article relate le parcours de l’équipe de Russie de football lors du Championnat d'Europe de football 2012 organisé en Pologne et en Ukraine du 8 juin au 1er juillet 2012.
La Russie s'est qualifiée pour l'Euro 2012 en terminant 1er de son groupe devant la république d'Irlande.
Elle se trouve dans le Groupe A face à la Pologne, la Grèce et la République tchèque.

## Historique
À la suite du départ de Hiddink, Dick Advocaat, entraîneur de l'équipe de Belgique, quittera son poste pour devenir entraîneur de la Russie. Les Belges s'acharneront sur Advocaat. Ce dernier devra se justifier de son départ et dira ne pas comprendre les « raisons de ce lynchage ». Cet entraîneur est loin d'être inconnu des Russes, puisqu'il est celui qui a mené le Zénith Saint-Pétersbourg au succès dans le pays et dans le continent avec surtout une Coupe de l'UEFA remportée et une Supercoupe de l'UEFA

### Éliminatoires du championnat d'Europe
Les premiers matchs de la Russie avec Advocaat étaient contre la Bulgarie (match amical  : 1-0) et Andorre (éliminatoires de l'Euro 2012 : 0-2). La Russie fait bonne impression et un bon début en battant ces deux équipes. Le troisième match est contre la Slovaquie. La Russie va au tapis à cause d'un patent irréalisme (0-1). En revanche, elle efface cette défaite en Irlande (2-3) et en Macédoine (0-1).
En novembre 2010, Advocaat a retrouvé la Belgique qu'il a quitté pour un match amical Russie - Belgique. La Russie est défaite 0-2. Elle connaît une seconde défaite en amical le 9 février 2011 contre l'Iran à l'étranger 1-0. Mais cette défaite sera la dernière avant plus de 15 matchs. 
Le 4 mars 2011, la Russie ne réussit pas à briller en Arménie (0-0), mais elle la vaincra trois mois plus tard à domicile (3-1).
Elle enregistre deux nuls au Qatar en amical de 1-1 le 7 mars et à domicile avec le Cameroun 0-0 le 7 juin. Toujours en amical, elle bat la Serbie dans ce même pays 0-1 le 10 août 2011 avant de retourner aux éliminatoires.
Le 2 septembre 2011, elle gagne la Macédoine à domicile (1-0). Quatre jours plus tard, la Russie fait un nul avec l'Irlande chez elle. Le 7 octobre, la Russie prend sa revanche sur la Slovaquie à l'étranger (0-1). Quatre jours plus tard, la Russie finit les tours préliminaires avec une écrasante victoire sur Andorre (6-0). 
Elle joue un amical en Grèce le 11 novembre qui se solde par un nul 1-1 malgré l'ouverture du score précoce par les Russes. Elle effectue un dernier amical contre le Danemark dans ce dernier pays qu'elle gagne 0-2 le 29 février.
La Russie est qualifiée pour l'Euro 2012 où elle retrouvera dans son groupe, le A, la Grèce qu'elle a déjà battu en 2004 et en 2008. Elle sera également opposée à la Pologne, pays hôte du championnat, et à la République tchèque, finaliste de 1996 et demi-finaliste de 2004. En match de préparation, elle fait nul contre l'Uruguay, 4e du dernier mondial, 1-1 et surtout corrige lourdement l'Italie en développant un impressionnant jeu offensif (3-0). La Russie, invaincue depuis une quinzaine de matches et vainqueur de l'Italie 3-0, entre en Pologne et en Ukraine avec un titre de favori de groupe et d'outsider de la compétition.

### Euro 2012: Initialement gloire mais finalement anéantissement de grands espoirs

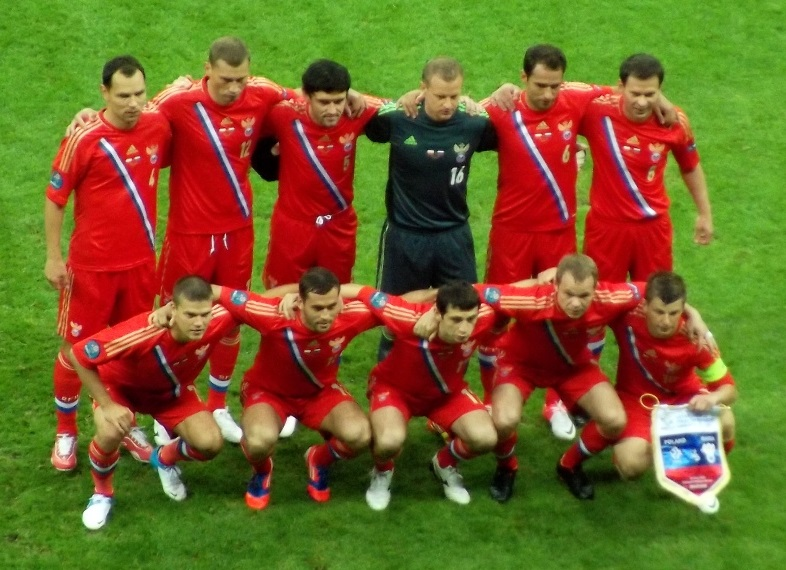
Équipe type de la Russie à l'Euro 2012. De gauche à droite et de haut en bas : Ignashevitch, Berezutsky, Jirkov, Malafeev, Shirokov, Zyrianov, Denisov, Kerjakov, Dzagoev, Anyukov, Arshavin. La plupart de ces joueurs ont été présents à l'Euro 2008.

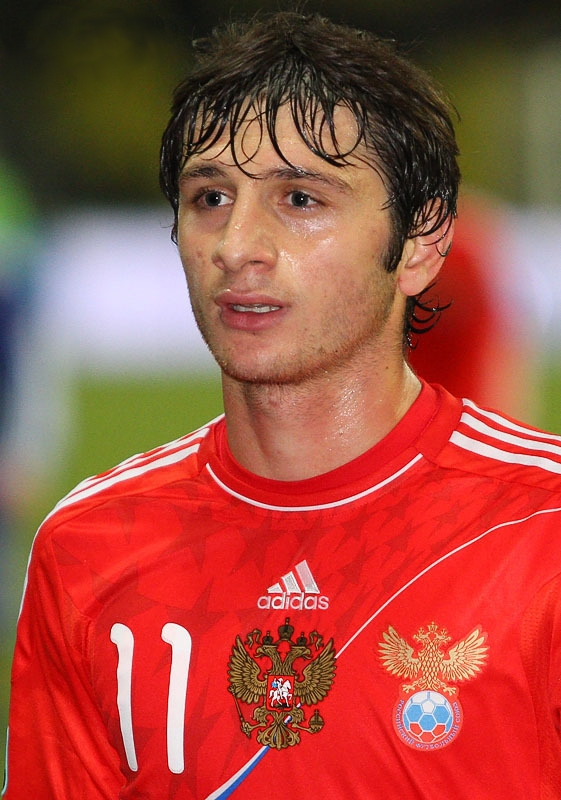
Malgré l'élimination précoce de la Russie, Alan Dzagoev est la révélation de l'Euro 2012.

La Russie est tirée dans le groupe A de l'Euro, soit le plus faible. Après un match nul de la Pologne face à la Grèce (1-1), la Russie prend la tête du groupe en éclatant la République tchèque 4-1 le 8 juin 2012 et semble confirmer ses performances de 2008 et rappelle par la même occasion l'équipe demi-finaliste de Guus Hiddink. Avec le succès des préliminaires, des préparations et de ce premier match, tous sont persuadés de la qualification de la Russie.
Son prochain match l'oppose à la Pologne, pays hôte du championnat le 12 juin 2012. La Sbornaïa ouvre le score et impose son ultra domination en première partie face à une faible résistance et le peuple du nord est quasiment qualifié pour les quarts de finale à la tête du groupe et s'imagine déjà dedans (ce qui en ferait la première équipe de l'euro qualifiée pour les quarts de finale), mais les Polonais égalisent miraculeusement au cours de la deuxième période, sur une balle perdue d'Archavine, et à cause d'une mauvaise défense de Zhirkov et Ignasevitch. Les Russes, accablés psychologiquement, tentent de gagner le match sans s'en donner les moyens, la faute à un coaching proche du néant (1-1).
Elle achève le premier tour de l'Euro en rencontrant la Grèce, championne d'Europe de 2004 qu'elle a déjà battue en 2004 et en 2008 et dont la Russie semble être la bête noire le 16 juin 2012. Malgré toutes ces statistiques favorables, une énorme surprise malvenue survient : la Russie s'effondre face à une défense de fer et perd 1-0 tandis que dans l'autre rencontre, la République tchèque bat la Pologne ce qui entraîne l'élimination du grand favori en terminant troisième du groupe malgré une meilleure différence de but à la Grèce. L'élimination surprise entraîne également la fin d'une accumulation de plus de 15 matches sans défaite et la fin de la réputation de la Russie de bête noire de la Grèce… En effet, les Russes paient très cher un relâchement à la toute fin des arrêts de jeu de la première mi-temps. Une grossière erreur de la défense centrale qui laisse le capitaine grec seul devant un Malafeev impuissant entraîne le but et l'élimination. Encore une fois, la malédiction du renversement de situation sur la Russie qui frôle qualification et déçoit d'un point de vue résultat semble continuer.
Alan Dzagoev avec ses trois buts marqués est co-meilleur buteur de la compétition et Archavine est co-meilleur passeur avec ses 3 passes décisives mais cela n'est qu'une consolation pour l'équipe éliminée sans gloire d'un Euro qu'elle abordait avec de gros objectifs...

#### Après l'Euro 2012: L'avenir assombri par les polémiques
L'échec a été très retentissant. De nombreux joueurs russes ont exprimé leur déception après le match. Alors que la Russie était invaincue depuis plus de 15 matches et avait montré sa puissance offensive contre l'Italie 3-0 (finaliste de l'Euro) et la Tchéquie 4-1, cette élimination prématurée a été l'une des plus grandes surprises et déceptions de l'Euro et a mis un terme à de grands espoirs.  
À la suite de nombreux incidents durant l'Euro entre supporters russes et polonais, l'équipe nationale a été sanctionnée de 6 points pour les éliminatoires de l'Euro 2016 et la fédération russe de football d'une amende par l'UEFA. Ce premier scandale avait convaincu les Russes d'obtenir le meilleur résultat possible lors de cet Euro-ci, la tâche venant de se compliquer énormément pour l'Euro suivant. Mais cela allait plonger l'équipe dans la crise. Cette sanction sera cependant modifiée en août qui suivit après un appel de la fédération russe de sorte que l'équipe nationale ne paie pas les débordements de ses supporters.
De nombreux supporters russes, écœurés du résultat sont venus exiger d'Archavine qui a entrainé le but de la Pologne sur une balle perdue et donc la non-qualification des excuses, mais celui-ci a répondu que c'était leur problème s'ils n'étaient pas satisfait, réponse qui a révolté la fédération russe. Cela a entraîné une violente polémique qui ne s'est apaisée que par les excuses du capitaine de l'équipe. De même, Advocaat qui va entraîner le PSV Eindhoven, ne s'est pas excusé pas auprès des observateurs et en répliquant continuellement qu'il ne voyait pas un seul instant où la sélection avait mal joué s'attire de sévères critiques. Archavine exprimera sa constatation regrettable qu'au lieu de soutenir les joueurs, on les achève. Ce deuxième scandale enfonce définitivement l'équipe dans la crise et entraîne une perte de confiance générale de la part des supporters tout comme de l'équipe.
Néanmoins, si dans un premier temps les médias russes s'étaient déchaînés sur Advocaat et Archavine, ils se sont mis dans un deuxième temps à comprendre pourquoi leur équipe qui avait montré tant de chose s'était faite éliminer en tant que favori : le manque de réalisation. L'équipe nationale dont le jeu ressemblait énormément à celui d'Hiddink a eu un grave manque de finition. La Russie avait asphyxié l'Italie et la Tchéquie, mais aurait pu marquer cinq buts de plus dans chacun des deux matchs en transformant la moitié de ses occasions. Ce manque de finition a eu des conséquences graves pour l'équipe contre la Pologne, et plus encore face à la Grèce contre laquelle les Russes ont tiré 25 fois, ce qui est un chiffre impressionnant mais sans pouvoir marquer.
Les médias essayeront de retenir le positif : même si cet Euro était la dernière chance pour l'équipe demi-finaliste, l'échec permettra le renouvellement de l'équipe, doyenne de la compétition avec une tranche d'âge moyenne de 28 ans. Les nouveaux joueurs disputeront le Mondial 2018 qui a été attribué à la Russie. 
Mais à cause des mauvais résultats dont la Sbornaïa n'arrive pas à se libérer et des polémiques retentissantes, la Russie s'en va préparer le Mondial 2014 démoralisée et peu confiante… Le prochain sélectionneur sera confronté à un défi de taille…

## Effectif
| Numéro / Nom       | Numéro / Nom             | Club                     | Date de naissance | J.              |                 |                 |                 |                 |
| Gardiens de but    | Gardiens de but          | Gardiens de but          | Gardiens de but   | Gardiens de but | Gardiens de but | Gardiens de but | Gardiens de but | Gardiens de but |
| ------------------ | ------------------------ | ------------------------ | ----------------- | --------------- | --------------- | --------------- | --------------- | --------------- |
|                    | 1 Igor Akinfeïev         | CSKA Moscou              | 8 avril 1986      | 0               | 0               | 0               | 0               | 0               |
|                    | 13 Anton Shunin          | Dynamo Moscou            | 27 janvier 1987   | 0               | 0               | 0               | 0               | 0               |
|                    | 16 Viatcheslav Malafeïev | Zénith Saint-Pétersbourg | 4 mars 1979       | 1               | 0               | 0               | 0               | 0               |
| Défenseurs         |                          |                          |                   |                 |                 |                 |                 |                 |
|                    | 2 Alexandre Anioukov     | Zénith Saint-Pétersbourg | 28 septembre 1982 | 1               | 0               | 0               | 0               | 0               |
|                    | 3 Roman Charonov         | Rubin Kazan              | 8 septembre 1976  | 0               | 0               | 0               | 0               | 0               |
|                    | 4 Sergueï Ignachevitch   | CSKA Moscou              | 14 juillet 1979   | 1               | 0               | 0               | 0               | 0               |
|                    | 5 Iouri Jirkov           | Anji Makhatchkala        | 20 août 1983      | 1               | 0               | 0               | 0               | 0               |
|                    | 12 Alexeï Bérézoutski    | CSKA Moscou              | 20 juin 1982      | 1               | 0               | 0               | 0               | 0               |
|                    | 15 Dmitri Kombarov       | Spartak Moscou           | 22 janvier 1987   | 0               | 0               | 0               | 0               | 0               |
|                    | 19 Vladimir Granat       | Dynamo Moscou            | 22 mai 1987       | 0               | 0               | 0               | 0               | 0               |
|                    | 21 Kirill Nababkine      | CSKA Moscou              | 8 septembre 1986  | 0               | 0               | 0               | 0               | 0               |
| Milieux de terrain |                          |                          |                   |                 |                 |                 |                 |                 |
|                    | 6 Roman Chirokov         | Zénith Saint-Pétersbourg | 6 juillet 1981    | 1               | 1               | 0               | 0               | 0               |
|                    | 7 Igor Denissov          | Zénith Saint-Pétersbourg | 17 mai 1984       | 1               | 0               | 0               | 0               | 0               |
|                    | 8 Konstantine Zyrianov   | Zénith Saint-Pétersbourg | 5 octobre 1977    | 1               | 0               | 0               | 0               | 0               |
|                    | 9 Marat Izmailov         | Sporting                 | 21 septembre 1982 | 0               | 0               | 0               | 0               | 0               |
|                    | 17 Alan Dzagoev          | CSKA Moscou              | 17 juin 1990      | 1               | 2               | 0               | 0               | 0               |
|                    | 22 Denis Glushakov       | Lokomotiv Moscou         | 27 janvier 1987   | 0               | 0               | 0               | 0               | 0               |
|                    | 23 Igor Semchov          | Dynamo Moscou            | 6 avril 1978      | 0               | 0               | 0               | 0               | 0               |
| Attaquants         |                          |                          |                   |                 |                 |                 |                 |                 |
|                    | 10 Andreï Archavine      | Arsenal                  | 29 mai 1981       | 1               | 0               | 0               | 0               | 0               |
|                    | 11 Aleksandr Kerjakov    | Zénith Saint-Pétersbourg | 27 novembre 1982  | 1               | 0               | 0               | 0               | 0               |
|                    | 14 Roman Pavlioutchenko  | Lokomotiv Moscou         | 15 décembre 1981  | 1               | 1               | 0               | 0               | 0               |
|                    | 18 Aleksandr Kokorin     | Dynamo Moscou            | 19 mars 1991      | 0               | 0               | 0               | 0               | 0               |
|                    | 20 Pavel Pogrebnyak      | Fulham                   | 8 novembre 1983   | 0               | 0               | 0               | 0               | 0               |
| Sélectionneur      |                          |                          |                   |                 |                 |                 |                 |                 |
|                    | Dick Advocaat            |                          | 27 septembre 1947 |                 |                 |                 |                 |                 |
| Réserve            |                          |                          |                   |                 |                 |                 |                 |                 |

## Qualifications

### Groupe B
| Rang | Équipe               | Pts | J  | G | N | P  | Bp | Bc | Diff |  | Résultats (▼ dom., ► ext.) |     |     |     |     |     |     |
| ---- | -------------------- | --- | -- | - | - | -- | -- | -- | ---- |  | -------------------------- | --- | --- | --- | --- | --- | --- |
| 1    | Russie               | 23  | 10 | 7 | 2 | 1  | 17 | 4  | +13  |  | Andorre                    |     | 0-3 | 0-2 | 0-2 | 0-2 | 0-1 |
| 2    | République d'Irlande | 21  | 10 | 6 | 3 | 1  | 15 | 7  | +8   |  | Arménie                    | 4-0 |     | 4-1 | 0-1 | 0-0 | 3-1 |
| 3    | Arménie              | 17  | 10 | 5 | 2 | 3  | 22 | 10 | +12  |  | Macédoine du Nord          | 1-0 | 2-2 |     | 0-2 | 0-1 | 1-1 |
| 4    | Slovaquie            | 15  | 10 | 4 | 3 | 3  | 7  | 10 | -3   |  | République d'Irlande       | 3-1 | 2-1 | 2-1 |     | 2-3 | 0-0 |
| 5    | Macédoine du Nord    | 8   | 10 | 2 | 2 | 6  | 8  | 14 | -6   |  | Russie                     | 6-0 | 3-1 | 1-0 | 0-0 |     | 0-1 |
| 6    | Andorre              | 0   | 10 | 0 | 0 | 10 | 1  | 25 | -24  |  | Slovaquie                  | 1-0 | 0-4 | 1-0 | 1-1 | 0-1 |     |

## Matchs de préparation
| Date          | Stade, ville                        | Adversaire | Résultat | Buteurs russe                                      |
| 25 mai 2012   | Stade Lokomotiv, Moscou             | Uruguay    | 1-1      | Aleksandr Kerjakov                                 |
| 29 mai 2012   | Stade Colovray, Nyon, Suisse        | Lituanie   | 0-0      |                                                    |
| 1er juin 2012 | Stade du Letzigrund, Zurich, Suisse | Italie     | 3-0      | Aleksandr Kerjakov, Roman Chirokov, Roman Chirokov |

## Euro 2012

### Premier tour - groupe A
| Rang | Équipe   | Pts | J | G | N | P | Bp | Bc | Diff |
| ---- | -------- | --- | - | - | - | - | -- | -- | ---- |
| 1    | Tchéquie | 6   | 3 | 2 | 0 | 1 | 4  | 5  | -1   |
| 2    | Grèce    | 4   | 3 | 1 | 1 | 1 | 3  | 3  | 0    |
| 3    | Russie   | 4   | 3 | 1 | 1 | 1 | 5  | 3  | +2   |
| 4    | Pologne  | 2   | 3 | 0 | 2 | 1 | 2  | 3  | -1   |

     Équipe qualifiée

#### Russie - Tchéquie
| 8 juin 2012                               | Russie                                            | 4 – 1   | Tchéquie  | Stade municipal, Wrocław                     |                                              |
| 20:45 (UTC+2) · Historique des rencontres | Dzagoev 15e 79e · Shirokov 24e · Pavlyuchenko 82e | (2 – 0) | 52e Pilař | Spectateurs : 40 803 Arbitrage : Howard Webb | Spectateurs : 40 803 Arbitrage : Howard Webb |
| 20:45 (UTC+2) · Historique des rencontres | Rapport                                           |         |           | Spectateurs : 40 803 Arbitrage : Howard Webb | Spectateurs : 40 803 Arbitrage : Howard Webb |

| Russie | Tchéquie |

| Russie :        |    |                     |  |  |     |
|                 |    |                     |  |  |     |
| Gardien de but  | 16 | Vyacheslav Malafeev |  |  |     |
|                 | 2  | Aleksandr Anyukov   |  |  |     |
|                 | 4  | Sergueï Ignashevich |  |  |     |
|                 | 5  | Youri Zhirkov       |  |  |     |
|                 | 6  | Roman Shirokov      |  |  |     |
|                 | 7  | Igor Denisov        |  |  |     |
|                 | 8  | Konstantin Zyryanov |  |  |     |
|                 | 10 | Andrei Arshavin     |  |  |     |
|                 | 11 | Aleksandr Kerzhakov |  |  | 73e |
|                 | 12 | Aleksei Berezutski  |  |  |     |
|                 | 17 | Alan Dzagoev        |  |  | 84e |
| Remplaçants :   |    |                     |  |  |     |
|                 | 14 | Roman Pavlyuchenko0 |  |  | 73e |
|                 | 18 | Aleksandr Kokorin   |  |  | 84e |
| Sélectionneur : |    |                     |  |  |     |
| Dick Advocaat   |    |                     |  |  |     |

| Tchéquie :      |    |                         |  |  |     |
|                 |    |                         |  |  |     |
| Gardien de but  | 1  | Petr Čech               |  |  |     |
|                 | 2  | Theodor Gebre Selassie0 |  |  |     |
|                 | 3  | Michal Kadlec           |  |  |     |
|                 | 5  | Roman Hubník            |  |  |     |
|                 | 6  | Tomáš Sivok             |  |  |     |
|                 | 9  | Jan Rezek               |  |  | 46e |
|                 | 10 | Tomáš Rosický           |  |  |     |
|                 | 13 | Jaroslav Plašil         |  |  |     |
|                 | 14 | Václav Pilař            |  |  |     |
|                 | 15 | Milan Baroš             |  |  | 85e |
|                 | 19 | Petr Jiráček            |  |  | 76e |
| Remplaçants :   |    |                         |  |  |     |
|                 | 17 | Tomáš Hübschman         |  |  | 46e |
|                 | 11 | Milan Petržela          |  |  | 76e |
|                 | 21 | David Lafata            |  |  | 85e |
| Sélectionneur : |    |                         |  |  |     |
| Michal Bílek    |    |                         |  |  |     |

| Assistants : Michael Mullarkey Peter Kirkup Quatrième arbitre : Jorge Sousa Arbitres assistants additionnels : Martin Atkinson Mark Clattenburg Homme du match : Alan Dzagoev |

#### Pologne - Russie
| 12 juin 2012                              | Pologne            | 1 – 1   | Russie      | Stade national, Varsovie                        |                                                 |
| 20:45 (UTC+2) · Historique des rencontres | Błaszczykowski 57e | (0 – 1) | 37e Dzagoev | Spectateurs : 55 920 Arbitrage : Wolfgang Stark | Spectateurs : 55 920 Arbitrage : Wolfgang Stark |
| 20:45 (UTC+2) · Historique des rencontres | Rapport            |         |             | Spectateurs : 55 920 Arbitrage : Wolfgang Stark | Spectateurs : 55 920 Arbitrage : Wolfgang Stark |

| Pologne | Russie |

| Pologne :        |    |                        |  |     |       |
|                  |    |                        |  |     |       |
| Gardien de but   | 22 | Przemysław Tytoń       |  |     |       |
|                  | 2  | Sebastian Boenisch     |  |     |       |
|                  | 5  | Dariusz Dudka          |  |     | 73e   |
|                  | 7  | Eugen Polanski         |  | 82e | 85e   |
|                  | 9  | Robert Lewandowski     |  | 60e |       |
|                  | 10 | Ludovic Obraniak       |  |     | 90+3e |
|                  | 11 | Rafał Murawski         |  |     |       |
|                  | 13 | Marcin Wasilewski      |  |     |       |
|                  | 15 | Damien Perquis         |  |     |       |
|                  | 16 | Jakub Błaszczykowski 0 |  |     |       |
|                  | 20 | Łukasz Piszczek        |  |     |       |
| Remplaçants :    |    |                        |  |     |       |
|                  | 18 | Adrian Mierzejewski    |  |     | 73e   |
|                  | 6  | Adam Matuszczyk        |  |     | 85e   |
|                  | 23 | Paweł Brożek           |  |     | 90+3e |
| Sélectionneur :  |    |                        |  |     |       |
| Franciszek Smuda |    |                        |  |     |       |

| Russie :        |    |                     |  |     |     |
|                 |    |                     |  |     |     |
| Gardien de but  | 16 | Vyacheslav Malafeev |  |     |     |
|                 | 2  | Aleksandr Anyukov   |  |     |     |
|                 | 4  | Sergei Ignashevich  |  |     |     |
|                 | 5  | Yuri Zhirkov        |  |     |     |
|                 | 6  | Roman Shirokov      |  |     |     |
|                 | 7  | Igor Denisov        |  | 60e |     |
|                 | 8  | Konstantin Zyryanov |  |     |     |
|                 | 10 | Andrei Arshavin     |  |     |     |
|                 | 11 | Aleksandr Kerzhakov |  |     | 70e |
|                 | 12 | Aleksei Berezutski  |  |     |     |
|                 | 17 | Alan Dzagoev        |  | 75e | 79e |
| Remplaçants :   |    |                     |  |     |     |
|                 | 14 | Roman Pavlyuchenko0 |  |     | 70e |
|                 | 9  | Marat Izmailov      |  |     | 79e |
| Sélectionneur : |    |                     |  |     |     |
| Dick Advocaat   |    |                     |  |     |     |

| Assistants : Jan-Hendrik Salver Mike Pickel Quatrième arbitre : István Vad Arbitres assistants additionnels : Florian Meyer Deniz Aytekin Homme du match : Jakub Błaszczykowski |

#### Grèce - Russie
| 16 juin 2012                              | Grèce            | 1 – 0   | Russie | Stade national, Varsovie                        |                                                 |
| 20:45 (UTC+2) · Historique des rencontres | Karagoúnis 45+2e | (0 – 0) |        | Spectateurs : 55 614 Arbitrage : Jonas Eriksson | Spectateurs : 55 614 Arbitrage : Jonas Eriksson |
| 20:45 (UTC+2) · Historique des rencontres | Rapport          |         |        | Spectateurs : 55 614 Arbitrage : Jonas Eriksson | Spectateurs : 55 614 Arbitrage : Jonas Eriksson |

| Grèce | Russie |

| Grèce :         |    |                            |  |       |     |
|                 |    |                            |  |       |     |
| Gardien de but  | 13 | Michális Sifákis           |  |       |     |
|                 | 2  | Ioánnis Maniátis           |  |       |     |
|                 | 3  | Giorgos Tzavelas           |  |       |     |
|                 | 5  | Kyriákos Papadópoulos      |  |       |     |
|                 | 7  | Yeóryos Samarás            |  |       |     |
|                 | 10 | Yórgos Karagoúnis          |  | 61e   | 67e |
|                 | 14 | Dimítris Salpingídis       |  |       | 83e |
|                 | 15 | Vasílis Torosídis          |  |       |     |
|                 | 17 | Theofánis Ghékas           |  |       | 64e |
|                 | 19 | Sokrátis Papastathópoulos0 |  |       |     |
|                 | 21 | Kóstas Katsouránis         |  |       |     |
| Remplaçants :   |    |                            |  |       |     |
|                 | 20 | José Holebas               |  | 90+4e | 64e |
|                 | 6  | Grigóris Mákos             |  |       | 67e |
|                 | 18 | Sotíris Nínis              |  |       | 83e |
| Sélectionneur : |    |                            |  |       |     |
| Fernando Santos |    |                            |  |       |     |

| Russie :        |    |                      |  |       |     |
|                 |    |                      |  |       |     |
| Gardien de but  | 16 | Vyacheslav Malafeev  |  |       |     |
|                 | 2  | Aleksandr Anyukov    |  | 61e   | 81e |
|                 | 4  | Sergei Ignashevich   |  |       |     |
|                 | 5  | Yuri Zhirkov         |  | 69e   |     |
|                 | 6  | Roman Shirokov       |  |       |     |
|                 | 7  | Igor Denisov         |  |       |     |
|                 | 10 | Andrei Arshavin      |  |       |     |
|                 | 11 | Aleksandr Kerzhakov0 |  |       | 46e |
|                 | 12 | Aleksei Berezutski   |  |       |     |
|                 | 17 | Alan Dzagoev         |  | 70e   |     |
|                 | 22 | Denis Glushakov      |  |       | 72e |
| Remplaçants :   |    |                      |  |       |     |
|                 | 14 | Roman Pavlyuchenko   |  |       | 46e |
|                 | 20 | Pavel Pogrebnyak     |  | 90+3e | 72e |
|                 | 9  | Marat Izmailov       |  |       | 81e |
| Sélectionneur : |    |                      |  |       |     |
| Dick Advocaat   |    |                      |  |       |     |

| Assistants : Stefan Wittberg Mathias Klasenius Quatrième arbitre : Hüseyin Göçek Arbitres assistants additionnels : Markus Strömbergsson Stefan Johannesson Homme du match : Yórgos Karagoúnis |